# Kirchspiel Olfen
Kirchspiel Olfen war bis 1974 eine Gemeinde im Kreis Lüdinghausen in Nordrhein-Westfalen. Ihr Gebiet gehört heute zur Stadt Olfen im Kreis Coesfeld. Die Gemeinde war eine der im Münsterland mehrfach vorkommenden „Kirchspielgemeinden“, die das bäuerliche Umland eines städtischen Kirchorts umfassten.

## Geografie

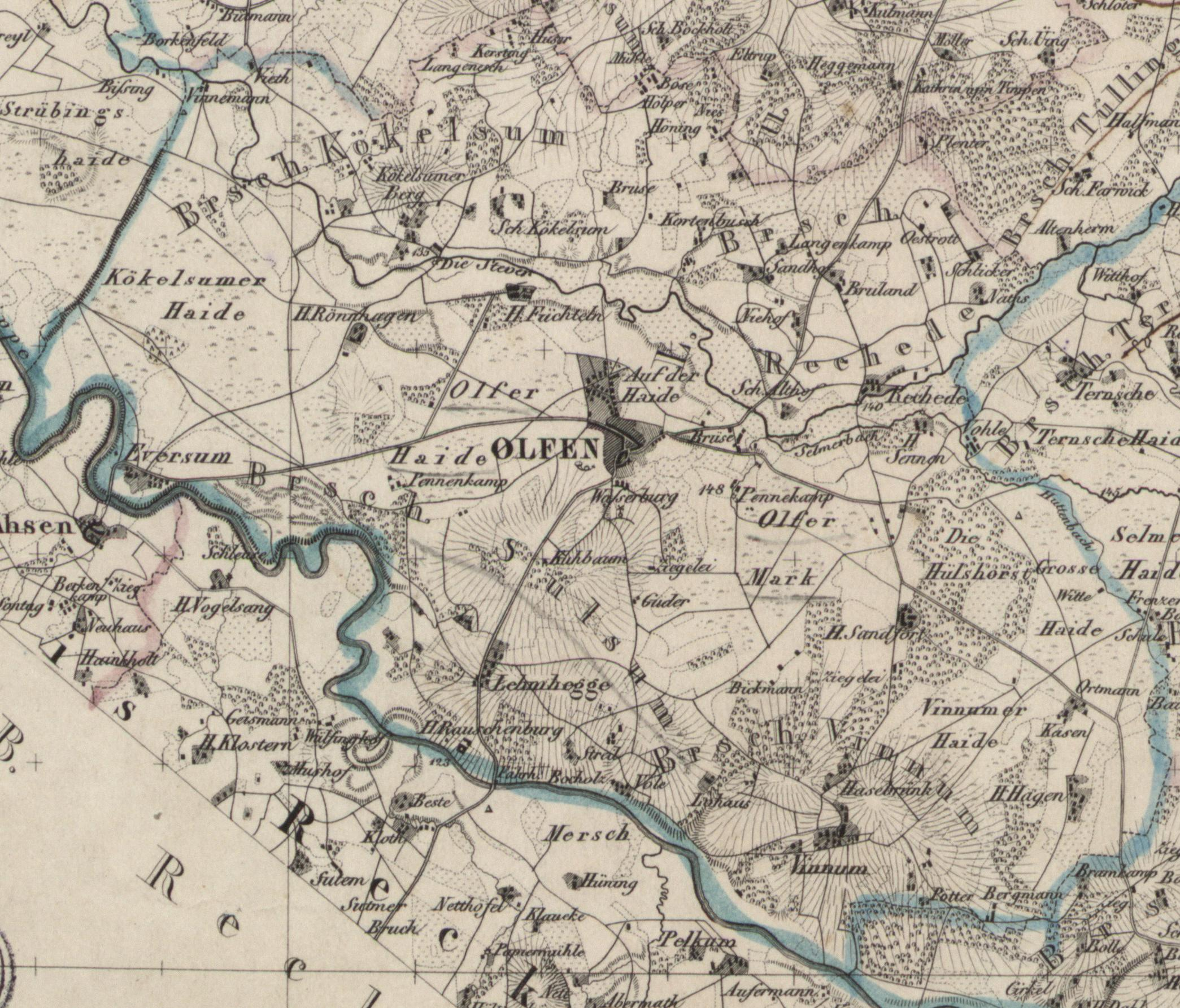
Stadt und Kirchspiel Olfen mit den zugehörigen Bauerschaften im 19. Jahrhundert

Die Gemeinde Kirchspiel Olfen umschloss die Stadt Olfen und besaß zuletzt eine Fläche von 44 km². Sie bestand aus den Bauerschaften Kökelsum, Rechede, Sülsen und Vinnum.

## Geschichte
Das Gebiet der Gemeinde gehörte nach der Napoleonischen Zeit zunächst zur Bürgermeisterei Olfen im 1816 gegründeten Kreis Lüdinghausen. Mit der Einführung der Westfälischen Landgemeindeordnung wurde 1844 aus der Bürgermeisterei Olfen das Amt Olfen, zu dem die Stadt Olfen sowie die Gemeinde Kirchspiel Olfen (seinerzeit auch  Landgemeinde Olfen genannt) gehörten. Durch das Münster/Hamm-Gesetz wurden Stadt und Kirchspiel Olfen am 1. Januar 1975 zur neuen Stadt Olfen zusammengeschlossen.

## Einwohnerentwicklung
| Jahr | Einwohner | Quelle |
| ---- | --------- | ------ |
| 1832 | 1544      | [ 3 ]  |
| 1858 | 1583      | [ 4 ]  |
| 1871 | 1493      | [ 5 ]  |
| 1885 | 1428      | [ 6 ]  |
| 1895 | 1469      | [ 7 ]  |
| 1910 | 1548      | [ 8 ]  |
| 1939 | 1595      | [ 9 ]  |
| 1946 | 2546      | [ 10 ] |
| 1950 | 2534      | [ 1 ]  |
| 1974 | 2218      | [ 1 ]  |